# トールマン・TG185
トールマン・TG185は、ロリー・バーンが設計したF1マシン。トールマンが1985年シーズンに使用した。エンジンはハート 415T、直列4気筒ターボエンジンを搭載し800 bhp (597 kW; 811 PS)を発揮した。

## 概要

### 開発
TG185は、使用するタイヤメーカーと改訂されたリヤサスペンションを除いて、前作TG184と基本構造に変わりは無かった。変更されていたのは、1983年から1984年にかけてF1ではリアウィングの翼端板前部に小型翼（ウィングレット）を装着してダウンフォースを得ることが流行したが、1985年F1車両レギュレーションではFISAによってこのウィングレットを禁止するためにリアウィング周辺のサイズ規定が再設定された。この影響でバーンが2年前から継続使用していたダブル・リヤウィングが使えなくなったため、他チームより縦長のエンドプレートを設定し、翼の枚数も最下部まで追加した枚数の多い仕様で設計。このリアウィングへの空気の流れを最適化するため、TG184までは外部にむき出しとなっていたハート直4エンジンをフルカバーするカウリングを新規設計し、マシン後部への空気の流れを整備した。
1985年シーズンに向けてトールマンのチーフであるアレックス・ホークリッジは、半ば強引なかたちでチーム・ロータスへと去ったアイルトン・セナの後任として、前年スポット参戦したイタリアGPでTG184を駆り4位に入賞したステファン・ヨハンソンと1985年からの二年契約を結んだ。同年のもう1人のドライバーにはジョン・ワトソン、ロベルト・モレノ、フランソワ・エスノーが候補となっていた。

### タイヤ契約問題
チームにはこのシーズンオフに大きな問題が発生していた。前年途中からタイヤ供給パートナーとなっていたミシュランが1984シーズン限りでF1から撤退してしまった。前年、チームはピレリタイヤを使用してシーズンインしたが、途中でピレリとの契約を長い交渉の末解除し、ミシュランタイヤへと変更した経緯があり、ピレリは1985年からトールマンへ再供給することを拒否。残る1つの参戦メイカーであるグッドイヤーも供給枠を急に増やせないと断られたため、トールマンは装着するタイヤが無い状況に追い込まれた。
1月15日、F1チームの中で最も早く新車「TG185」の発表会を開催した。この発表会見ではヨハンソンがエンジン担当のブライアン・ハートと共に出席し、ドニントン・パークでワトソンによってテスト走行も済まされた。リオでの合同テストではヨハンソンがTG185をドライブしたが、チームにはメインスポンサーが無く、タイヤはトールマンがファクトリーで保管していた前年のミシュランタイヤを使用。タイヤメイカーロゴは塗装されておらず、撤退表明がされたその保管タイヤで実戦を戦えるはずもなく開幕戦欠場を余儀なくされた。シーズンが進み、第3戦までが終了しても問題は解決していなかった。この間にドライバー契約していたヨハンソンはティレルへ臨時で加入し（ルネ・アルヌーを解雇したフェラーリが第2戦からヨハンソンを正式に獲得、ホークリッジも容認し2年契約を解除した）、ワトソンもマクラーレンからスポット参戦の話がありトールマンから離れてしまった。事態が解決に向かったのはトールマンのスポンサーとしてベネトンが名乗りを挙げたことだった。その後、資金難のテールエンダーとして苦しい参戦を続けていたスピリット・レーシングを買収し、スピリットが持っていたピレリタイヤとの契約をトールマンに移すことでようやく4戦目のモナコGPから参戦可能となった。ただしドライバーを失っていたため、かつて1982年にトールマンへ在籍し、北米CART選手権参戦がメインとなっていたテオ・ファビと契約し1台体制でのエントリーで復帰し、第10戦のオーストリアGPから2台目としてピエルカルロ・ギンザーニが加入した。

### 1985シーズン
ファビはニュルブルクリンクでのドイツGPでチーム初、そして唯一となるポールポジションを獲得した。ファビのタイムは金曜のセッションで出された物で、翌土曜日は雨のためタイム更新できたドライバーはいなかった。レースでは不幸にもクラッチスリップのため第1コーナーまでに10位に沈んでしまう。その後はクラッチトラブルのため29ラップ目にリタイアした。
TG185はトールマングループ・モータースポーツの最後のF1カーであった。チームはメインスポンサーのベネトンによってシーズン終了後に買収され、1986年シーズンからは「ベネトン・フォーミュラ」へと改称された。前年の1984年、チームは16ポイントを得て（アイルトン・セナの3度の表彰台を含む）コンストラクターズ7位であったが、1985年はポイントを得ることができなかった。TG185は総じて信頼性に欠け、ファビがフランスで14位、イタリアで12位に入った以外完走できなかった。
トールマンが買収されたことで、TG186と計画されていた1986年用の車はベネトン・B186と改名された。

## F1における全成績
(key) （太字はポールポジション）
| 年     | チーム                               | エンジン           | タイヤ | No. | ドライバー               | 1   | 2   | 3   | 4   | 5   | 6   | 7   | 8   | 9   | 10  | 11  | 12  | 13  | 14  | 15  | 16  | ポイント | 順位 |
| ------ | ------------------------------------ | ------------------ | ------ | --- | ------------------------ | --- | --- | --- | --- | --- | --- | --- | --- | --- | --- | --- | --- | --- | --- | --- | --- | -------- | ---- |
| 1985年 | トールマングループ・モータースポーツ | ハート 415T S4 t/c | P      |     |                          | BRA | POR | SMR | MON | CAN | DET | FRA | GBR | GER | AUT | NED | ITA | BEL | EUR | RSA | AUS | 0        | NC   |
| 1985年 | トールマングループ・モータースポーツ | ハート 415T S4 t/c | P      | 19  | テオ・ファビ             |     |     |     | Ret | Ret | Ret | 14  | Ret | Ret | Ret | Ret | 12  | Ret | Ret | Ret | Ret | 0        | NC   |
| 1985年 | トールマングループ・モータースポーツ | ハート 415T S4 t/c | P      | 20  | ピエルカルロ・ギンザーニ |     |     |     |     |     |     |     |     |     | DNS | Ret | DNS | Ret | Ret | Ret | Ret | 0        | NC   |

## 参照
1. ↑  Toleman TG185 Stats F1
2. ↑  F1デザインルネッサンス 1983年 レギュレーション要旨 F1グランプリ特集 Vol.75 131頁 ソニーマガジンズ 1995年9月16日発行
3. ↑  F1デザインルネッサンス 1985年レギュレーション要旨 F1グランプリ特集 Vol.79 131頁 ソニーマガジンズ 1996年1月16日発行
4. ↑  人物インタビュー・ステファン・ヨハンソン by Mike Doodson オートスポーツ No.445 127頁 三栄書房 1986年5月1日発行
5. ↑  ファビは前年もCARTとスケジュールが被らないF1GPにはブラバムから出走していた。